# لیودمیلا گرومووا
لیودمیلا گرومووا (روسی: Людмила Павловна Громова؛ زادهٔ ۴ نوامبر ۱۹۴۲) ژیمناست هنری اهل اتحاد جماهیر شوروی سوسیالیستی بود.
وی در مسابقات کشوری و بین‌المللی در مجموع برندهٔ ۱ مدال طلا شده‌است.